# Le Congrès des Nations en Chine
Le Congrès des Nations en Chine er en fransk stumfilm fra 1900 af Georges Méliès.